# 埃马努埃拉·皮耶兰托齐
埃马努埃拉·皮耶兰托齐（義大利語：Emanuela Pierantozzi，1968年8月22日—），意大利女子柔道运动员。她曾代表意大利参加1992年、1996年和2000年夏季奥林匹克运动会柔道比赛，共获得一枚银牌和一枚铜牌。